# Kupol 16
Kupol 16 (norska: Kuppel 16) är en norsk-nederländsk romantisk science-fictionserie som hade premiär den 4 november 2023. Seriens första säsong är skapad av Thomas Torjussen och består 10 avsnitt.

## Handling
Serien utspelar sig år 2138 och kretsar kring Anton och Emma som bor i samma stad, men i olika klimatzoner, och det var aldrig meningen att de skulle träffas.

## Rollista (i urval)
- Johannes Blumenthal - Anton
- Flo Fagerli - Emma
- Edith Haagenrud-Sande - Frida
- Julian Johannes Stormyhr-Tornello - Sam
- Alma Bargee Ramberg - Thea
- Terje Strømdahl - Sveinung
- Silje Storstein - Lovise
- Henrik Rafaelsen - Bjørn
- Andrea Bræin Hovig - Unn
- Kim Falck - Sturl